# Joachim Hess (Schauspieler)
Joachim Hess (* 21. November 1925 in Gelsenkirchen; † 4. Juli 1992 in München) war ein deutscher Schauspieler und Theater- und Fernsehregisseur.

## Leben
Joachim Hess wurde als Sohn des Lehrers und Oberstleutnants Carl Hess und dessen Frau Käthe, geb. Pabst, einer Cellistin, in Gelsenkirchen geboren. Nach dem Abitur besuchte er eine Schauspielschule, ehe er 1943 zum Wehrdienst eingezogen wurde. Nach Kriegsende begann Hess seine künstlerische Laufbahn an den Städtischen Bühnen Kiel, wo er Unterricht von Bernhard Minetti erhielt. In Kiel arbeitete Hess als Inspizient und Regieassistent, ehe er ab 1948 auf Hamburger Bühnen stand und erste Regiearbeiten übernahm. In Hamburg wirkte Hess am Deutschen Schauspielhaus und dem Ernst-Deutsch-Theater. Weitere Stationen seiner Laufbahn als Regisseur waren unter anderem das Berliner Schillertheater, das Theater am Gärtnerplatz in München, ferner die Schlossfestspiele Ettlingen, die Festspiele Heppenheim und die Burgfestspiele Jagsthausen, denen er 1982 als Intendant vorstand.
Ab Mitte der 1950er-Jahre begann Joachim Hess auch für das Fernsehen zu arbeiten, zunächst als Regieassistent, später dann sowohl als Regisseur als auch als Drehbuchautor und in der Produktion. Zwischen 1951 und 1969 stand er gelegentlich auch selber in kleineren Rollen vor der Kamera. Zu Hess’ bekannten Regiearbeiten zählen Filme wie Sparks in Neu-Grönland und Bismarck von hinten oder Wir schließen nie, zu denen Helga Feddersen die Drehbücher schrieb, das dokumentarische Fernsehspiel Der Fall Hau oder die Familienserie Heidi nach den Romanen von Johanna Spyri. Mehrfach inszenierte Hess auch Opern- und Operettenfassungen für das Fernsehen.

## Filmografie

### Als Regisseur
- 1958: Der Tod auf dem Rummelplatz
- 1959: Der zerbrochene Krug
- 1961–1962: Heinz Erhardt Festival
- 1963: In einer fremden Stadt
- 1965: Der Krake
- 1965: Das Kriminalmuseum – Das Feuerzeug
- 1966: Der Fall Hau
- 1966: Königliches Abenteuer
- 1966: Schwarzer Peter – Märchenoper für kleine und große Leute
- 1967: Die Voruntersuchung
- 1967: Bäume sterben aufrecht
- 1967: Die Hochzeit des Figaro
- 1968: Fidelio
- 1968: Der Freischütz
- 1969: Der vierte Platz
- 1969: Die Teufel von Loudun
- 1970: Zar und Zimmermann
- 1970: Elektra
- 1971: Sparks in Neu-Grönland
- 1971: Die Zauberflöte
- 1971: Die Meistersinger von Nürnberg
- 1972: Herr Soldan hat keine Vergangenheit
- 1972: Wozzeck
- 1973: Diamantenparty
- 1973: Frühbesprechung (Fernsehserie, 2 Folgen)
- 1974: Das letzte Testament
- 1974: Bismarck von hinten oder Wir schließen nie
- 1976: Karl, der Gerechte
- 1977: Watussi
- 1978: Heidi (Fernsehserie)
- 1982: Unheimliche Geschichten (Fernsehserie, 6 Folgen)
- 1983: Mensch, Berni

### Als Regisseur und Autor
- 1961: Adieu, Prinzessin
- 1962: Heinz Erhardt Festival – Eine gewisse Marietta
- 1968: Der Vogelhändler
- 1973: Orpheus in der Unterwelt

### Als Schauspieler
- 1951: Der Verlorene
- 1955: Des Teufels General
- 1955: Musik im Blut
- 1956: Der Hauptmann von Köpenick
- 1958: Grabenplatz 17
- 1958: Der Schinderhannes
- 1964: Doktor Murkes gesammeltes Schweigen
- 1965: Doktor Murkes gesammelte Nachrufe

## Hörspiele

### Als Regisseur
- 1964: Die wahren Fälle (4. Folge: Jagd auf Dr. Crippen) – Autor: Nikolai von Michalewsky

### Als Sprecher
- 1954: Lord Mountdrago – Autor: William Somerset Maugham – Regie: Julius Gellner